# Pleistarchos (Feldherr)
Pleistarchos (altgriechisch Πλείσταρχος Pleístarchos; † nach 295 v. Chr.) war ein makedonischer Feldherr während der Zeit der Diadochenkriege. Er war ein jüngerer Sohn des Antipatros und Bruder des Kassander, König von Makedonien.
Pleistarchos diente seinem Bruder als Feldherr und wurde von ihm um 312 v. Chr. zum Statthalter in Chalkis ernannt, das er gegen den antigonidischen General Ptolemaios verteidigen sollte. Pausanias berichtet, dass Pleistarchos eine Schlacht gegen ein Heer Athens verlor, allerdings nennt er dazu keinen genauen zeitlichen Hintergrund.
Während des vierten Diadochenkrieges wurde Pleistarchos im Winter 302 v. Chr. von seinem Bruder mit einem Heer aus 12.000 Infanteristen und 500 Reitern nach Kleinasien zum Kampf gegen Antigonos Monophthalmos entsandt. Da allerdings der Hellespont von Demetrios Poliorketes, dem Sohn des Antigonos, versperrt worden war, wandte sich Pleistarchos nach Odessos, um von dort mittels einer Flotte über das schwarze Meer nach Herakleia Pontike zu setzen. Da die Flotte aber zu klein war, musste er sein Heer geteilt in drei Abteilungen nacheinander übersetzen lassen. Nur die erste Abteilung erreichte heil die kleinasiatische Küste, die zweite wurde von einer Flotte des Demetrios abgefangen und die dritte, von Pleistarchos persönlich geführte Abteilung, erlitt in einem Sturm Schiffbruch, wodurch ein Großteil des Heeres verloren ging.
Mit seinen verbliebenen Truppen gelang es Pleistarchos schließlich, sich zu seinen Verbündeten Lysimachos und Seleukos durchzuschlagen. Mit ihnen kämpfte er 301 v. Chr. in der siegreichen Schlacht von Ipsos, in der Antigonos Monophthalmos besiegt wurde. Bei der anschließenden Aufteilung dessen Herrschaftsgebietes unter den Siegern konnte sich Pleistarchos die Landschaft Kilikien sowie einen Teil von Karien, möglicherweise als eigenes Königtum, sichern. Seine Herrschaft in Kilikien dauerte aber nicht lange. Bereits 299 v. Chr. landete Demetrios Poliorketes mit seiner überlegenen Flottenmacht an der kilikischen Küste und bemächtigte sich schrittweise des Landes. Von Seleukos konnte Pleistarchos keine Hilfe erwarten, da dieser inzwischen mit Demetrios verbündet war, und durch den Tod seines Bruders Kassander 297 v. Chr. fiel auch die Unterstützung Makedoniens aus. Lediglich Lysimachos unternahm einen Rettungsversuch. Als der aber das von Demetrios belagerte Soloi erreichte, soll er sich angesichts der gigantischen Kriegsmaschinen des Feindes zur Umkehr entschieden haben.
Nach dem Verlust Kilikiens beschränkte sich Pleistarchos’ Herrschaftsbereich auf seinen karischen Besitz, vor allem der Küstenstadt Herakleia, die er in „Pleistarcheia“ umbenennen ließ. Dort ist Pleistarchos noch bis zum Jahr 295 v. Chr. nachzuweisen, danach verliert sich seine Spur. Plutarch nennt für das Jahr 287 v. Chr. Lysimachos im gesamten Besitz von Karien, womöglich hatte er zuvor der Herrschaft des Pleistarchos ein Ende gesetzt.